# Gomosis

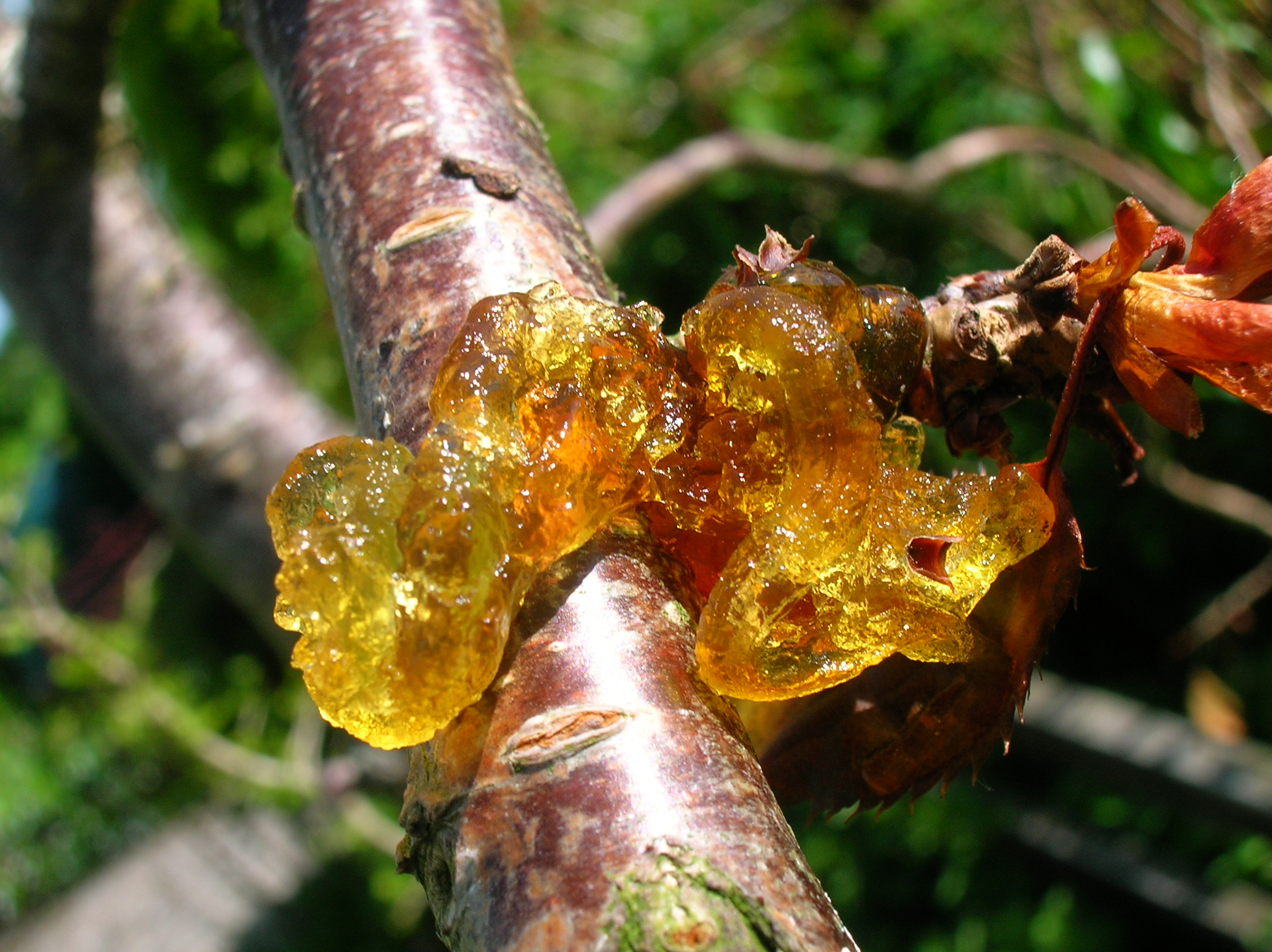
Gomosis inducida por un cancro en una Prunus serrula

La gomosis es la formación de manchas de una sustancia gomosa en la superficie de ciertas plantas, particularmente de árboles frutales. Esto ocurre cuando la savia rezuma de heridas o cancros como reacción a estímulos externos, entre los que se encuentran condiciones climáticas adversas, infecciones, problemas con insectos y daños mecánicos, entre otros. Se entiende como un trastorno fisiológico de las plantas. 

## Daño
La liquefacción de secciones de madera, especialmente de madera joven, genera la aparición de focos de enfermedad debajo de la corteza, los cuales secretan un líquido gomoso que varía de incoloro a ámbar. Esta goma vegetal posteriormente rezuma entre las piezas de corteza en las ramas y el tronco. Su composición incluye diversos compuestos de azúcar y ácidos.

## Causas
Las principales causas son los trastornos fisiológicos del árbol, que pueden afectar el equilibrio hídrico, entre otras cosas. Las heladas, las lesiones, pero también las bacterias y los hongos, especialmente del género Armillaria, pueden contribuir al flujo de goma.

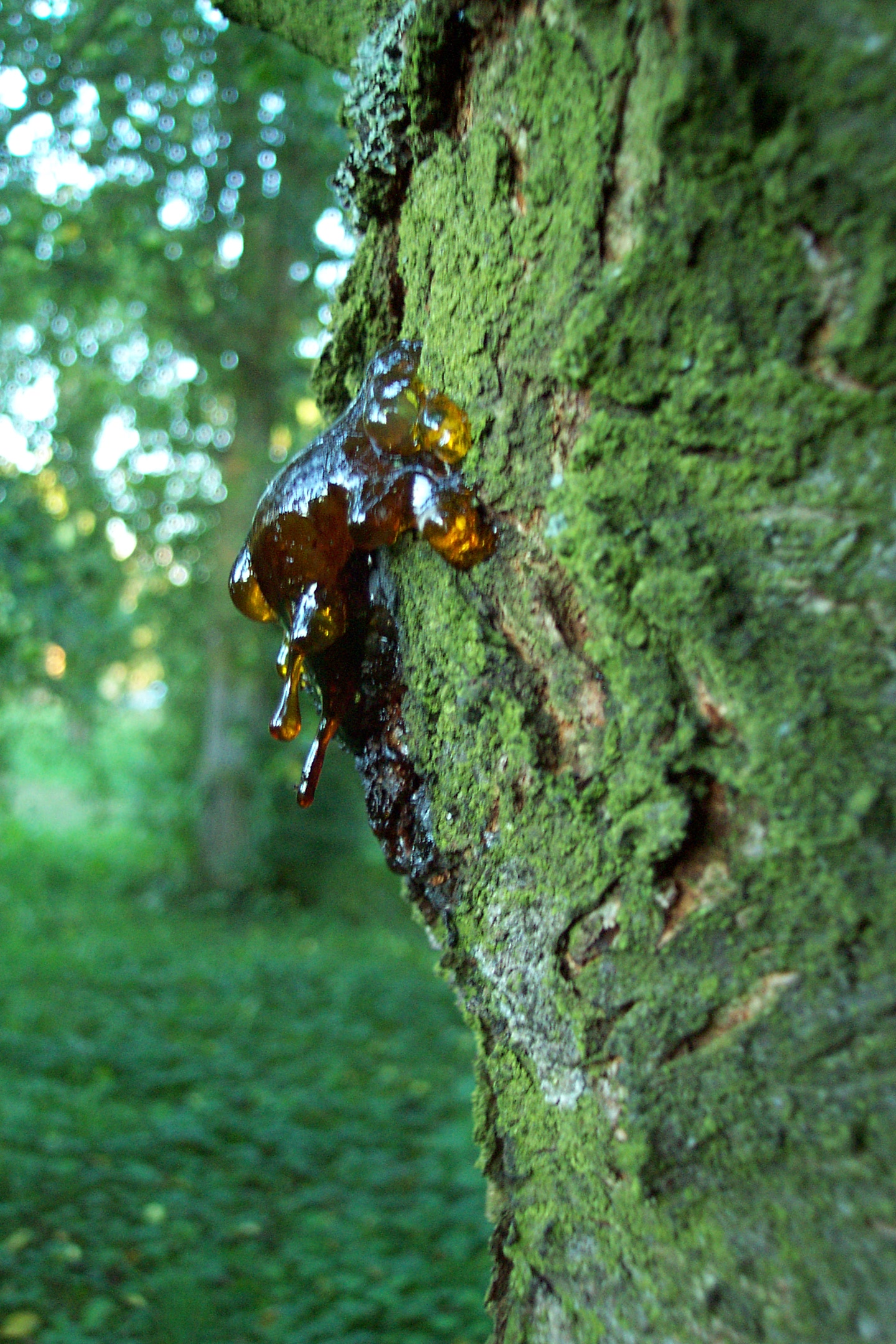
La savia de la planta emerge de la corteza de un cerezo.
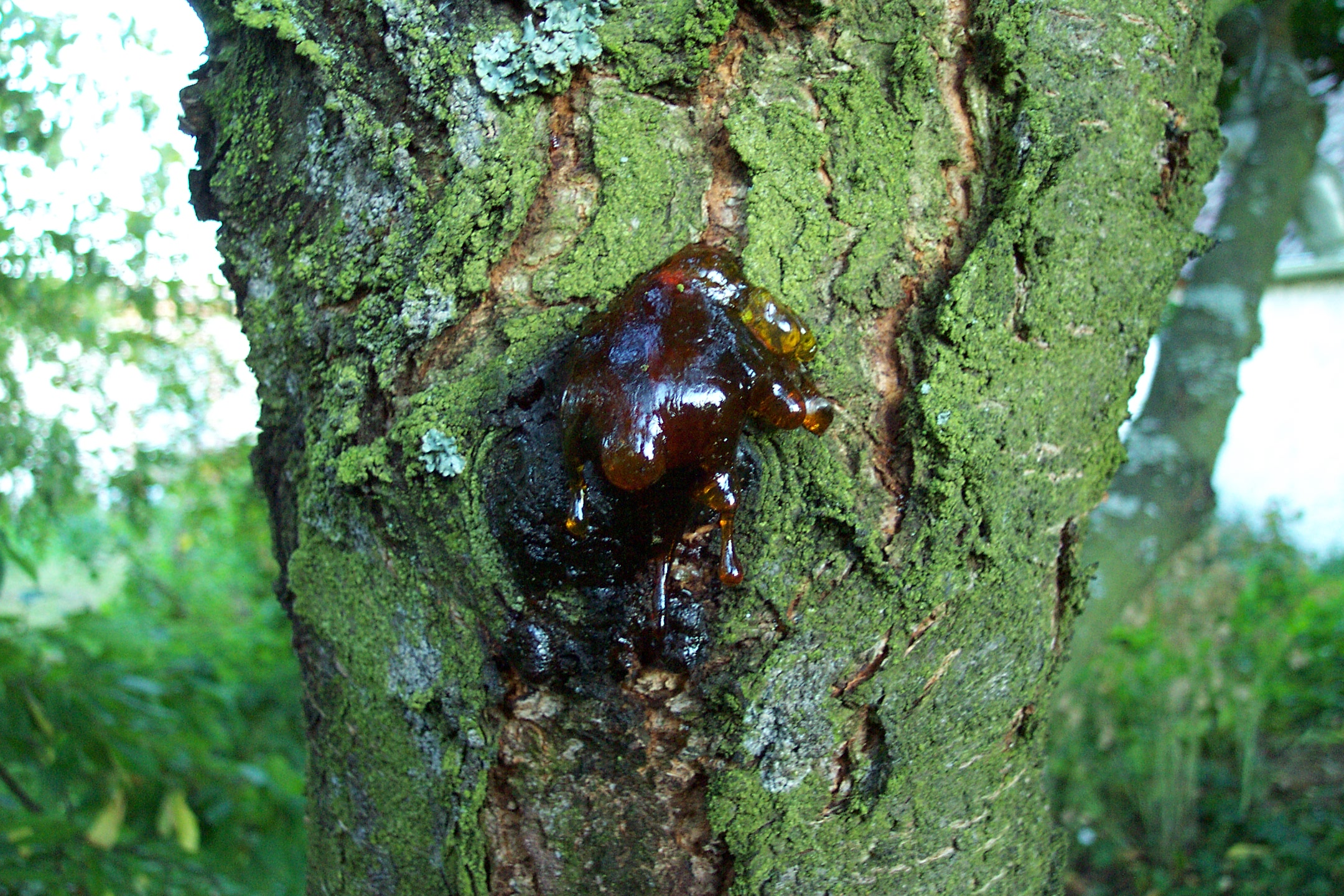
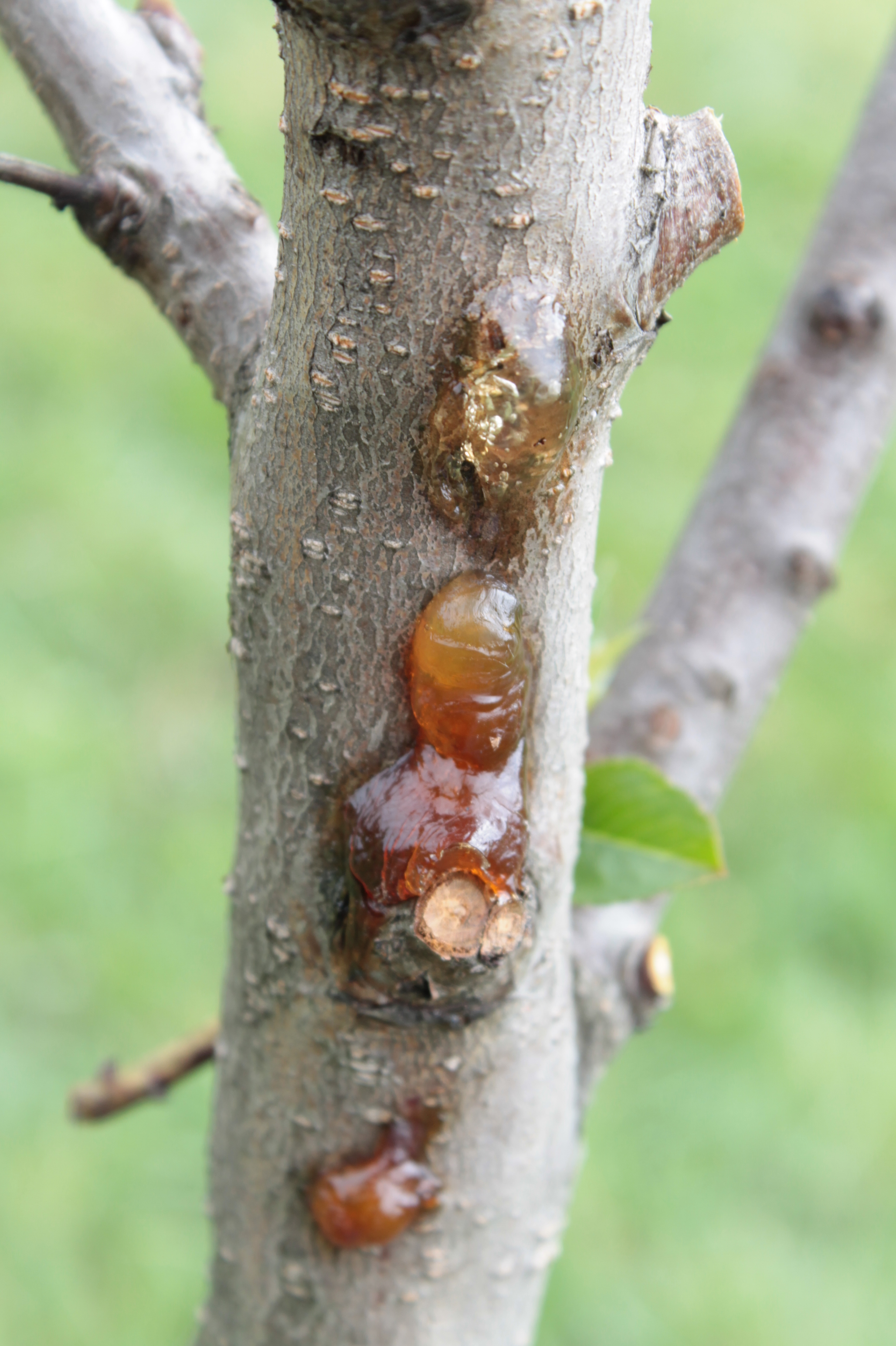
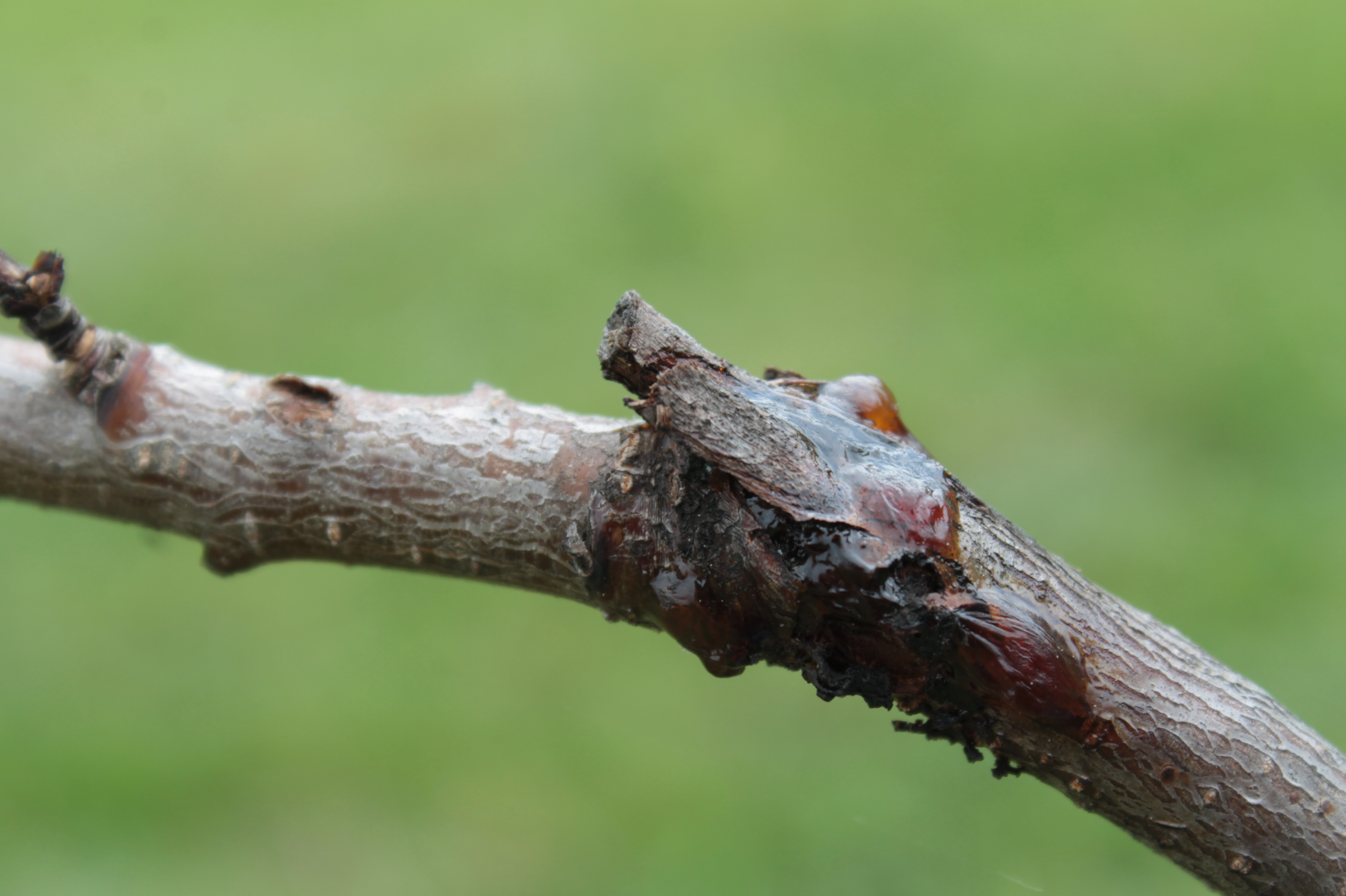
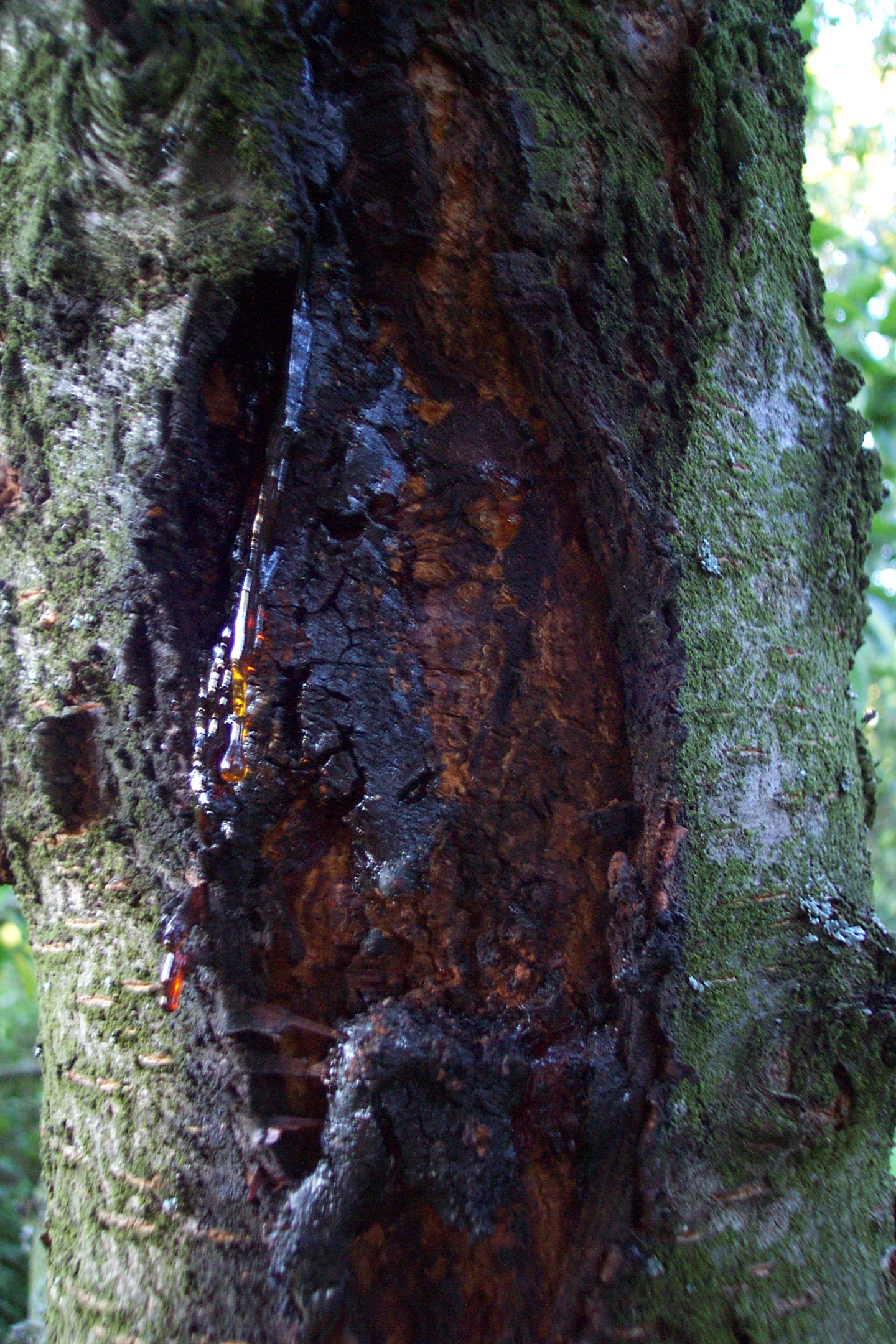